# I Will Wait
«I Will Wait» —del inglés: «Voy a esperar»— es una canción de la banda de folk rock británico Mumford & Sons. La pista fue lanzada por primera vez en los Estados Unidos el 7 de agosto de 2012 como el primer sencillo del segundo álbum de estudio de la banda, Babel (2012).

## Video musical
El video musical está dirigido por Fred & Nick. Está filmado desde el Red Rocks Amphitheatre de Morrison (Colorado) (a 10 millas de Denver). El 17 de julio de 2013, fue nominado a un premio MTV Video Music Award en la categoría Mejor video de rock.

## Lista de canciones
| Digital download |               |          |  |
| N.º              | Título        | Duración |  |
| 1.               | «I Will Wait» | 4:36     |  |

## Posicionamiento en listas
| Listas (2012–13)                            | Mejor posición |
| ------------------------------------------- | -------------- |
| Alemania (Offizielle Deutsche Charts)       | 53             |
| Australia (ARIA)                            | 23             |
| Austria (Ö3 Austria Top 40)                 | 27             |
| Bélgica (Flandes) (Ultratop 50)             | 14             |
| Bélgica (Valonia) (Ultratip Bubbling Under) | 11             |
| Canadá (Canadian Hot 100)                   | 9              |
| Canadá (Alternative Rock Chart]]            | 1              |
| Canadá (Active Rock Chart)                  | 19             |
| Escocia (Scottish Singles Sales Chart)      | 9              |
| España (Top 100 Canciones)                  | 48             |
| Estados Unidos (Billboard Hot 100)          | 12             |
| Estados Unidos (Adult Contemporary)         | 13             |
| Estados Unidos (Adult Top 40)               | 1              |
| Estados Unidos (Alternative Airplay)        | 1              |
| Estados Unidos (Country Airplay)            | 37             |
| Estados Unidos (Mainstream Top 40)          | 16             |
| Estados Unidos (Rock Songs Billboard)       | 1              |
| Europa (Euro Digital Songs)                 | 18             |
| Francia (SNEP)                              | 93             |
| Islandia (Tonlist)                          | 10             |
| Irlanda (IRMA)                              | 7              |
| Japón (Billboard Japan Hot 100)             | 25             |
| Nueva Zelanda (Recorded Music NZ)           | 4              |
| Noruega (VG-lista)                          | 20             |
| Países Bajos (Mega Single Top 100)          | 34             |
| Reino Unido (UK Singles Chart)              | 12             |
| Suecia (Sverigetopplistan)                  | 50             |
| Suiza (Schweizer Hitparade)                 | 39             |

## Historial de lanzamientos
| País           | Fecha                   | Formato          |
| -------------- | ----------------------- | ---------------- |
| Estados Unidos | 7 de agosto de 2012     | Descarga digital |
| Reino Unido    | 9 de septiembre de 2012 | Descarga digital |

## Premios y nominaciones
| Año  | Evento                              | Categoría                               | Resultado | Ref.   |
| ---- | ----------------------------------- | --------------------------------------- | --------- | ------ |
| 2013 | MuchMusic Awards 12.° edición       | International Video of the Year – Group | Nominado  | [ 33 ] |
| 2013 | MTV Video Music Awards 29.° edición | Mejor video de rock                     | Nominado  | [ 34 ] |